# 艾雲·希古拿
艾雲·希古拿（西班牙語：Iván Helguera，1975年3月28日—）是一名西班牙足球運動員，可擔任中堅或防守中場。由於在皇馬效力期間的優秀表現，被皇家馬德里球迷暱稱為「皇家侍衛長」。

## 足球事業
希古拿的足球事業始於地區球隊CD Manchego和阿爾巴塞特足球會，他在1996-97賽季為阿爾巴塞特上陣了14場西乙賽事。
1997年，意大利的羅馬足球俱樂部搶奪了希古拿的擁有權，他離開西班牙效力該所意大利首都球隊。但經過一個失望的賽季後，希古拿回到西班牙加盟愛斯賓奴，1998/99賽季的優秀表現吸引了西甲豪門皇家馬德里，希古拿在之後的賽季轉投皇馬。
在皇家馬德里，希古拿穿上6號球衣，成為球會的主力，為皇馬贏得3次西甲冠軍，及兩次歐冠。
在希古拿效力皇馬的最後一個賽季，球會不再分發6號球衣予希古拿，而改發21號球衣，該件6號球衣則給新加盟的穆罕穆德·迪亚拉，希古拿並被下放到青年隊中訓練。外間估計希古拿將不會完成至2009年6月的合約而提早離隊，但希古拉卻在賽季中段重回主力位置，並助皇馬再奪西甲冠軍。
2007年7月20日，希古拿與華倫西亞簽訂3年合約，獲發15號球衣。在華倫西亞的首個賽季，希古拿在球會的地位仍相對重要，幫助球隊奪得2008年國王盃。但在2008年12月12日，希古拿被華倫西亞解約。12月19日，羅馬尼亞球會布加勒斯特戴拿模表示有興趣簽下希古拿。

## 國際賽
希古拿代表上陣西班牙國家足球隊47次，第一次上陣是1998年11月18日，對意大利的加誼賽。
希古拿曾為國家隊出戰2000年歐洲國家盃、2002年世界盃足球賽及2004年歐洲國家盃三項大賽，但2006年世界盃足球賽沒有入選。

## 個人生活
希古拿有一名弟弟路爾斯是一名職業足球運動員。希古拿與相戀已久的女朋友Lorena結婚，並在2005年生下第一個兒子盧卡（Luca），2008年再生下第二名孩子安索（Enzo）。

## 榮譽
- 西甲：2000-01、2002-03、2006-07
- 西班牙超級盃：2001年、2003年
- 歐洲聯賽冠軍盃：1999-2000、2001-02
- 歐洲超級盃：2002年
- 洲際盃：2002年
- 西班牙國王盃：2007-08

## 外部連結
- 西甲 希古拿數據 （西班牙文）
- futbol.sportec.es 希古拿 國家隊數據 （西班牙文）